# Predator 2 (игра)
Predator 2 (рус. Хищник 2) — компьютерная игра по одноимённому фильму в жанре шутер, разработанная компанией Arc Developments в 1990 году для компьютеров Amiga, Amstrad CPC, Atari ST, Commodore 64, ZX Spectrum и DOS.

## Геймплей
По жанру игра относится к скролл-шутерам. Игрок лишь контролирует прицел, а камера перемещается вдоль уровня (слева на право), на котором появляются противники. Также при помощи выстрелов можно поднимать бонусы: аптечки, оружие, боеприпасы. Сам персонаж не двигается, так что нужно убивать противников до того, как они успеют выстрелить. Помимо противников на экране пробегают обычные люди, мешающие прицелиться: гражданские или учёные. Их нельзя убивать, хотя они могут попасть под пулю. Также они могут подойти вплотную (можно перепутать гангстера с ножом и убить его). В случае убийства, значок полицейского сбоку начинает мигать. После нескольких попаданий, игра прекращается.

## Уровни
В игре представлено четыре вида локаций:
- 1.Улицы Лос-Анджелеса.
- 2.Здание преступного синдиката.
- 3.Метро.
- 4.1 Мясокомбинат.
4.2 Корабль Хищников.

Противниками являются только гангстеры. На уровне 4.1 — летящие снаряды Хищника, а на уровне 4.2 — сам Хищник в роли босса.